# Duncan Huisman
Duncan Huisman, född 11 november 1971 i Doornspijk är en holländsk racerförare.
Han har bland annat vunnit det nederländska standardvagnsmästerskapet, Dutch Touring Car Championship, tre gånger och ett lopp i World Touring Car Championship.